# Ocotea aciphylla
Ocotea aciphylla, canela morena (enlace roto disponible en Internet Archive; véase el historial, la primera versión y la última)., laurel fofo,   es una especie de plantas en la familia de las Lauraceae.  

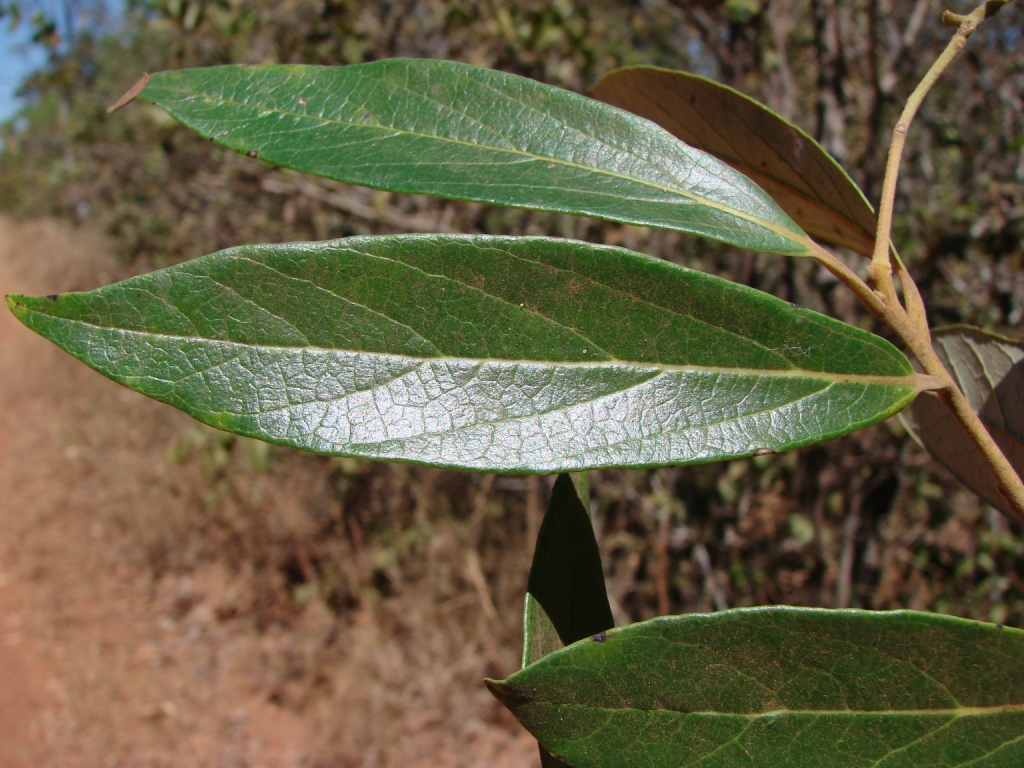
Hoja

## Distribución
Es endémica de Brasil, Colombia, Guyana Francesa, Guadalupe, Martinica, Perú, Santa Lucía, Surinam, Venezuela. 

## Descripción
Es un árbol de unos 12-18 m de altura, amarillo. Flores blanquecinas. 
Es la típica especie de bosque ribereño de la planicie aluvial fluvial, indicada para reforestar los pies de ladera de terrazas altas.

## Taxonomía
Ocotea aciphylla fue descrita por (Nees) Mez y publicado en Jahrbuch des Königlichen Botanischen Gartens und des Botanischen Museums zu Berlin 5: 243. 1889.
Sinonimia
- Nectandra regnellii Meisn.
- Nectandra rhynchophylla Meisn.
- Oreodaphne aciphylla (Nees) Mez
- Ocotea aciphylla var. chimantaensis C.K.Allen
- Ocotea costulata (Nees) Mez
- Ocotea finium C.K.Allen
- Ocotea fulvifolia C.K.Allen
- Ocotea maguireana C.K.Allen
- Ocotea roraimae Mez
- Ocotea sericiflora C.K.Allen
- Oreodaphne aciphylla Nees
- Oreodaphne costulata Nees
- Oreodaphne neesiana Meisn.[4][5]